# Zeughaus (Berlin)

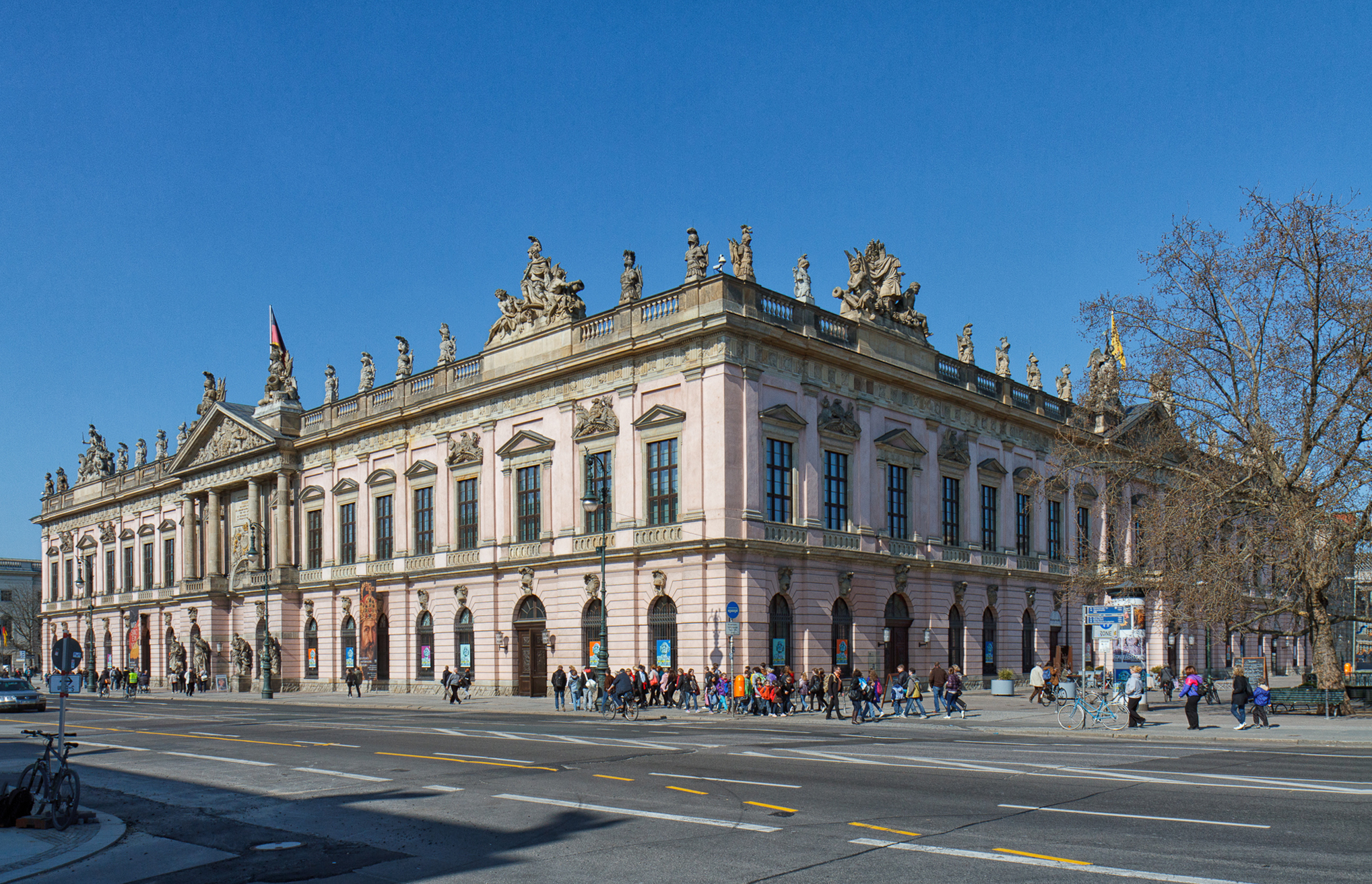
Zeughaus

Das Zeughaus ist ein Baudenkmal an der Prachtstraße Unter den Linden 2 im Berliner Ortsteil Mitte und Teil des Forum Fridericianum. Errichtet 1695 bis 1706 von Johann Arnold Nering, Martin Grünberg, Andreas Schlüter und Jean de Bodt im Stil des Barock als Zeughaus für die Brandenburgisch-Preußische Armee, wandelte es sich 1880 zum Museumsgebäude. Im Zweiten Weltkrieg ausgebrannt, wurde es 1948 bis 1965 wiederaufgebaut. Seit 1990 beheimatet es das Deutsche Historische Museum.
Seit Juni 2021 ist das Zeughaus wegen Instandsetzung des Gebäudes und Neugestaltung der Dauerausstellung bis voraussichtlich Ende 2025 geschlossen, während der Museumsbetrieb im benachbarten Pei-Bau weitergeht.

## Baugeschichte

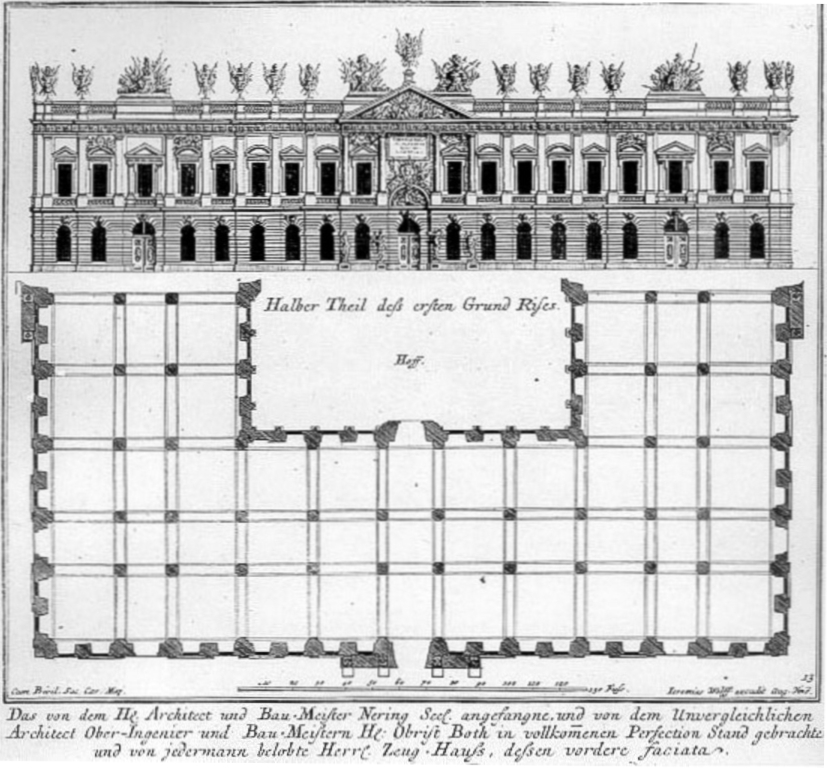
Auf- und Grundriss des Zeughauses, Zeichnung von Jean de Bodt, vor 1706

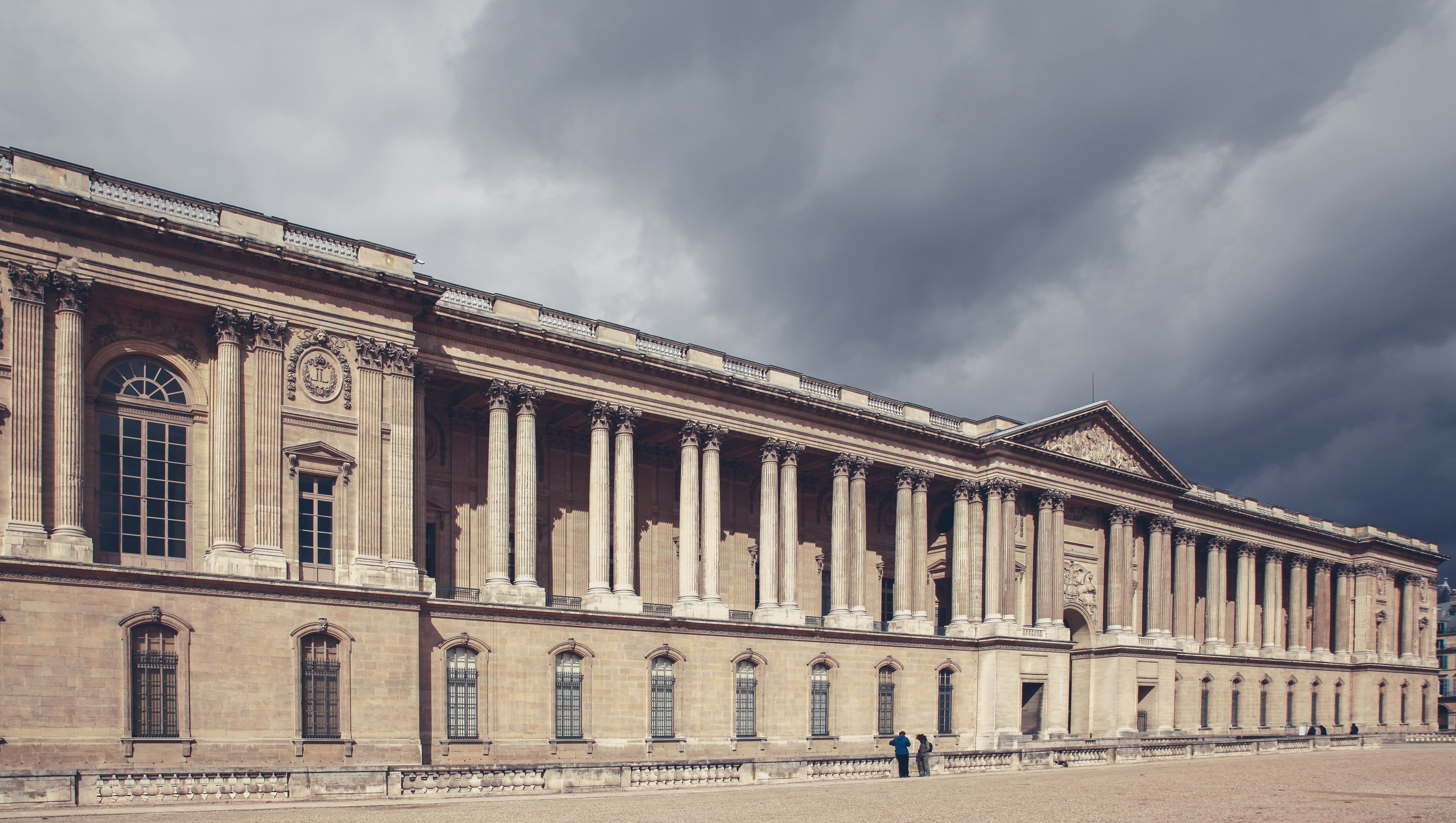
Kolonnade des Louvre, Vorbild für das Zeughaus

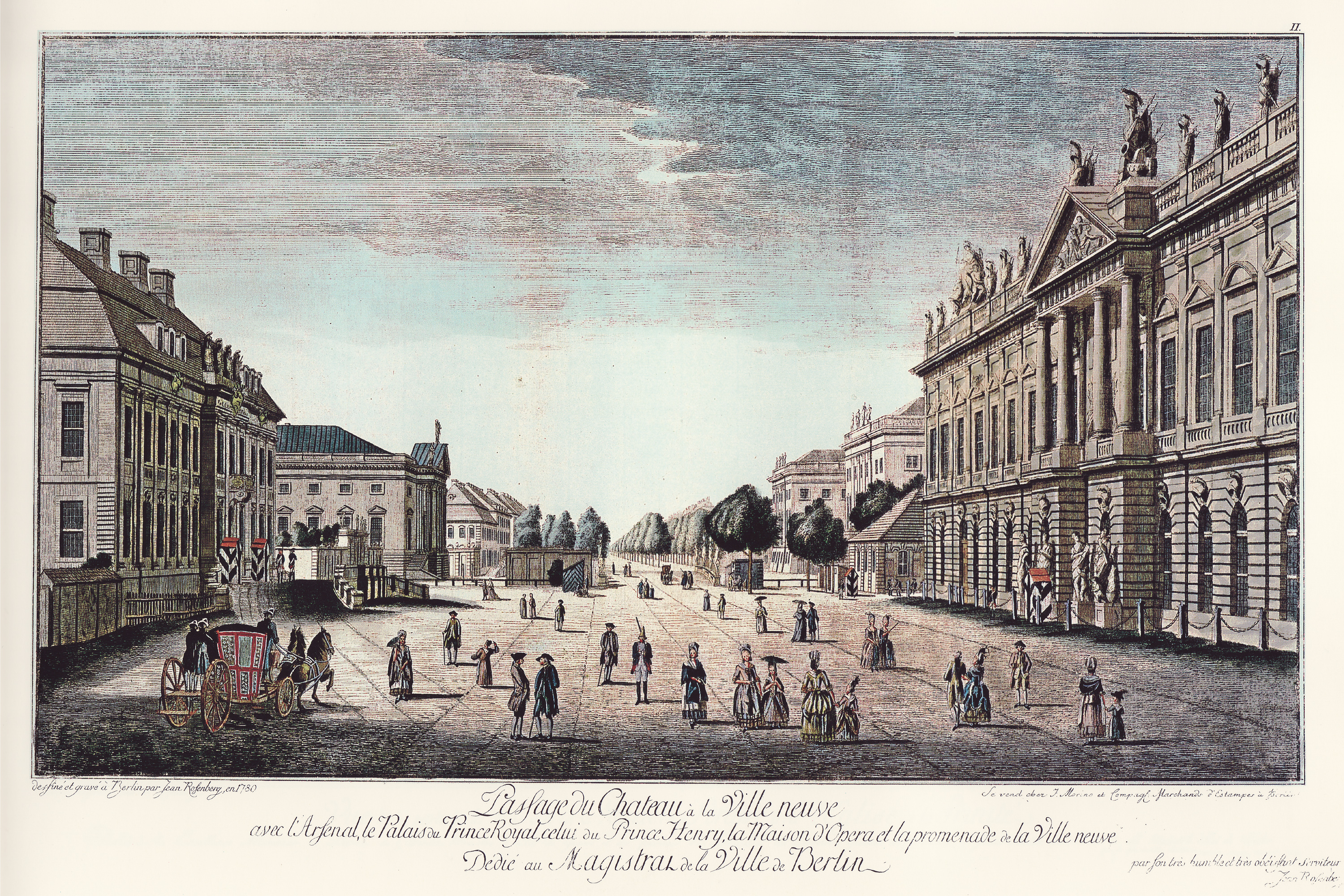
Kronprinzenpalais (links) und Zeughaus (rechts), Stich von J. G. Rosenberg, 1780

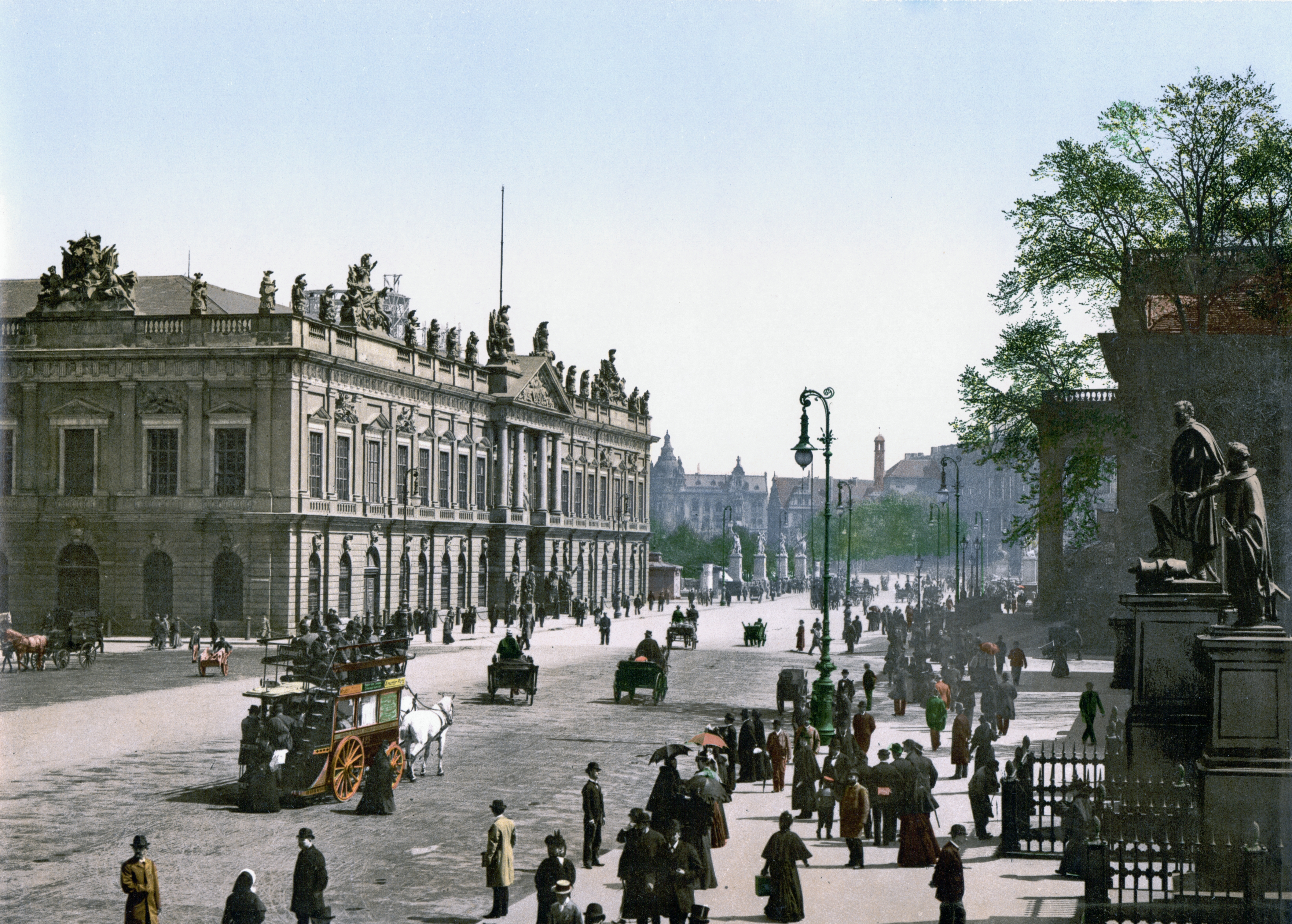
Blick vom Blücher-Denkmal (rechts) zum Zeughaus (links), um 1900

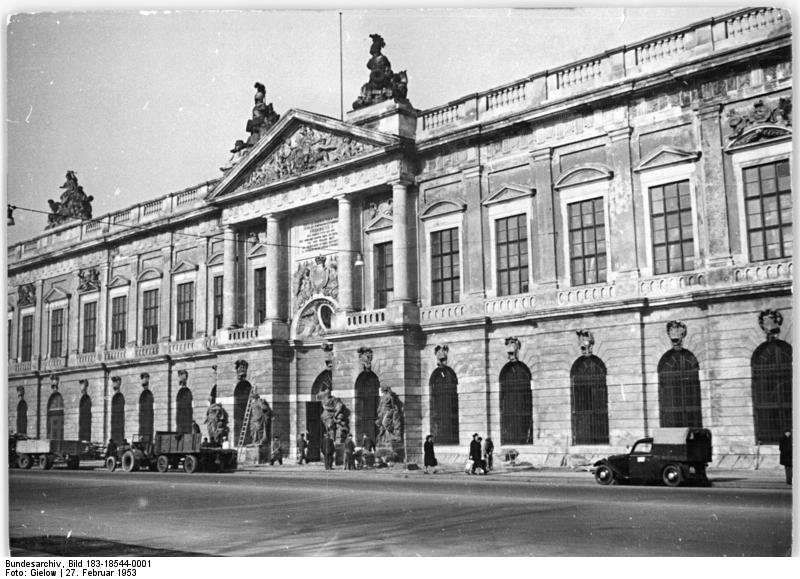
Wiederaufbau des Zeughauses, 1953

### Beginn unter Friedrich III.
Bereits 1667 verfügte Kurfürst Friedrich Wilhelm in seinem politischen Testament, dass „ein schönes Zeughaus allda angelegt werden muss“. Der Pariser Hofarchitekt François Blondel wurde mit der Anfertigung eines Entwurfs beauftragt, den er bis 1685 einreichte. Ein Standort in unmittelbarer Nähe der Berliner Befestigungsanlagen und allgemeine Vorstellungen zum Bau wurden festgelegt, doch es fehlte das Geld. Erst am 28. Mai 1695 ließ Kurfürst Friedrich III. den Grundstein für das älteste Bauwerk an der Prachtstraße Unter den Linden legen. Seine Krönung zum König in Preußen (1701) und militärische Erfolge der Armee Brandenburg-Preußens beförderten die Absicht, Berlin als Residenzstadt mit repräsentativen Gebäuden zu schmücken.
Erster Baumeister war Johann Arnold Nering, der bereits 1688 mit der Planung beauftragt worden war. Nach Nerings frühem Tod 1695 wurde Martin Grünberg sein Nachfolger, fühlte sich aber schon 1698 überlastet durch seine vielfältigen Aufgaben als Hofbaumeister und bat um seine Entlassung vom Zeughausbau. Ende März 1698 übernahm Andreas Schlüter die Bauleitung. Schlüter hatte als Bildhauer großen Anteil an der Ausgestaltung des Zeughauses, sein Beitrag als Architekt blieb jedoch unbedeutend, da seine Entwürfe kaum über die Planung Nerings hinausgingen und von seinem Nachfolger überarbeitet werden mussten. Schlüter wies auf bautechnische Mängel hin, die er vorgefunden hatte, eine Untersuchung wurde durchgeführt und blieb ohne Folgen. Am 5. August 1699 stürzte ein Pfeiler des Ostflügels ein. Die Schuldfrage war wegen des häufigen Wechsels der Baumeister nicht eindeutig zu klären, offensichtlich aber reichten Schlüters Maßnahmen nicht aus, die Misere zu beheben.
Im Herbst 1699 übernahm der französische Architekt Jean de Bodt die Bauleitung am Zeughaus. Nach kurzem Architekturstudium in Paris hatte er Frankreich 1685 verlassen, um Verfolgungen wegen seines protestantischen Glaubens zu entgehen. Als Offizier im Dienste Prinz Wilhelms III. von Oranien fand er Gelegenheit, neben der Teilnahme an verschiedenen Feldzügen seine Studien in den Niederlanden und in England fortzusetzen. Er war erst 29 Jahre alt, als er für die Leitung des gesamten Bauwesens nach Berlin berufen wurde und mit umfangreichen Sicherungsmaßnahmen am Zeughaus begann. Danach veränderte er schrittweise die alten Pläne und fand neue Formen, die durch die französische Klassik, insbesondere die 1667 bis 1674 von Claude Perrault erbaute Kolonnade des Pariser Louvre, und die englische Architektur des ausgehenden 17. Jahrhunderts beeinflusst waren. Wesentliche Elemente des Gebäudes gehen auf seine Konzepte zurück.

### Vollendung unter Friedrich WilhelmI.
Im Jahre 1706 stellte der französische Bildhauer Guillaume Hulot das Hauptportal mit dem vergoldeten Brustbild König Friedrichs I. fertig. Damit galt der Bau als errichtet. In Wahrheit war er noch lange nicht fertig. Die Arbeiten gerieten immer wieder ins Stocken, die Verwendung billiger Baumaterialien verursachte sogar erste Anzeichen drohenden Verfalls. Friedrichs I. Politik, Berlin durch einen aufwändigen Hofstaat und umfangreiches Mäzenatentum zu einer berühmten königlichen Residenz in Europa zu machen, überforderte die ökonomischen Möglichkeiten Brandenburg-Preußens deutlich. Die Baugeschichte des Zeughauses wurde zum Spiegelbild der oft verzweifelten finanziellen Situation.
1713 starb Friedrich I., sein Sohn Friedrich Wilhelm I. (der Soldatenkönig) versuchte, die zerrütteten Staatsfinanzen durch strenge Sparsamkeit zu sanieren. Er beendete die umfangreiche öffentliche Bautätigkeit und behandelte das Zeughaus nicht mehr als Repräsentationsobjekt, sondern als reinen Nutzbau. Abzulesen war das am Innenausbau des Gebäudes, der im Vergleich zu den prächtigen Fassaden schlicht und zweckbetont wirkte. Erst 1729 wurden die letzten notwendigen Mittel bewilligt, nach 35-jähriger Bauzeit konnte das Zeughaus seiner Bestimmung übergeben werden. Entstanden war ein monumentaler, streng gegliederter zweigeschossiger Bau mit einem fast quadratischen Grundriss von 90 Metern Seitenlänge und mit zahlreichen schmückenden Skulpturen. Er umschließt einen ebenfalls beinahe quadratischen Innenhof von 38 Metern Seitenlänge. Am Hauptportal ist eine programmatische lateinische Inschrift zu lesen:
Iustitiae armorum terrori Host[ium] / Tutelae suorum pop[ulorm] et foederat[orum] / Fridericus I / Rex Boruss[iae] PPP Aug[ustus] inv[ictus] / Hoc armamentarium omni instrum[entorum] bell[icorum] / Nec non spolior[um] milit[um] / Ac trophaeor[um] genere refertum / A fundam extruendum cur[avit] MDCCVI.
Den Waffentaten zur Anerkennung, den Feinden zum Schrecken, seinen Völkern und Bundesgenossen zum Schutz, hat Friedrich I., der erhabene und unbesiegte König von Preußen dieses Zeughaus zur Bergung aller Kriegswerkzeuge sowie kriegerischer Beute und Trophäen von Grund auf erbauen lassen im Jahre 1706.

### Zerstörung und Wiederaufbau
Während des Zweiten Weltkriegs wurden ab September 1944 Teile der Sammlungen zu deren Schutz ausgelagert; dabei entstanden große Lücken in den Beständen. Gegen Kriegsende erlitt das Gebäude selbst schwere Schäden durch Bomben und Granaten. Die Fassaden wurden mehrfach durchbrochen, das Dachgeschoss brannte aus, die Gewölbe wurden erschüttert. Mit Ausnahme der gesicherten Kriegerköpfe Schlüters waren 60 Prozent der Skulpturen beschädigt. Im Jahr 1945 verfügte die Alliierte Kommandantur das Ende des Kriegsmuseums Zeughaus in Berlin. Die Sowjetische Besatzungsmacht ordnete nach einem zuvor in Auftrag gegebenen Gutachten mit dem Befehl Nr. 148 den schnellen Wiederaufbau des Hauses an.
Der Wiederaufbau des Zeughauses als Museum für Deutsche Geschichte dauerte von 1948 bis 1965. Das Haus wurde in seiner ursprünglichen Form, ohne die nachträglichen Einbauten der Ruhmeshalle von Friedrich Hitzig aus dem späten 19. Jahrhundert, wiederhergestellt. Nachdem sich die Bausubstanz als bedeutend schlechter erwiesen hatte als angenommen, begann 1950 die vollständige Entkernung des Zeughauses. Das Innere wurde durch eine moderne Konstruktion aus Stahl und Beton ersetzt, erhalten blieben nur die barocken Außenmauern mit dem skulpturalen Schmuck. Die Eingangshalle erhielt in den 1950er Jahren eine repräsentative Gestaltung im Stil des sozialistischen Klassizismus.
Nach der Wiedervereinigung erfolgte bis 2003 eine umfangreiche Sanierung, bei der die roséfarbene Fassadengestaltung wiederhergestellt und der barocke Skulpturenschmuck restauriert wurde. Auf der Rückseite entstand nach Plänen des chinesisch-amerikanischen Architekten I. M. Pei ein postmoderner Ausstellungsbau, der durch einen unterirdischen Gang mit dem Zeughaus verbunden ist. Pei entwarf auch das gewölbte Glasdach im Innenhof.

## Skulpturen

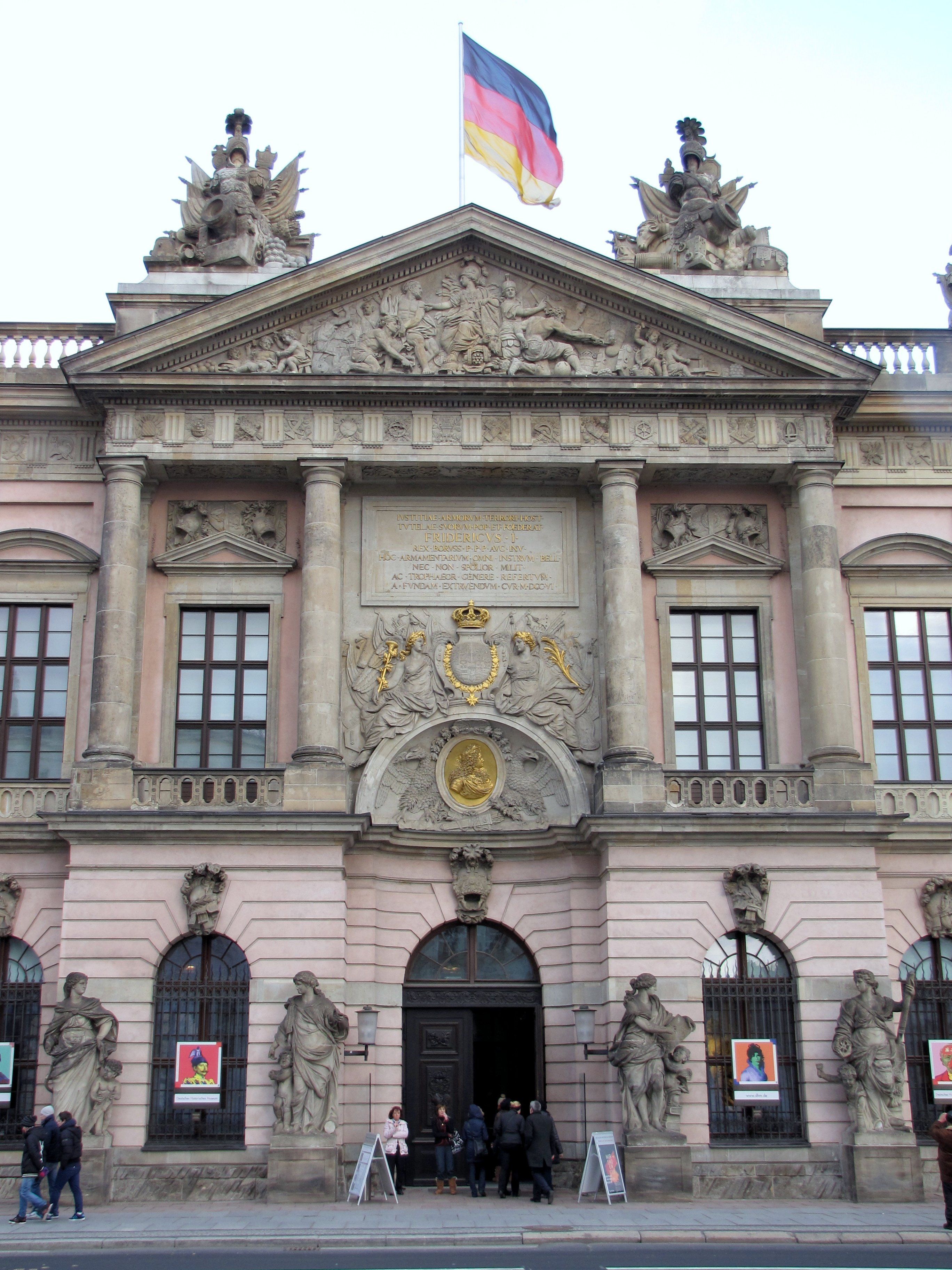
Trophäen über dem Haupteingang Unter den Linden

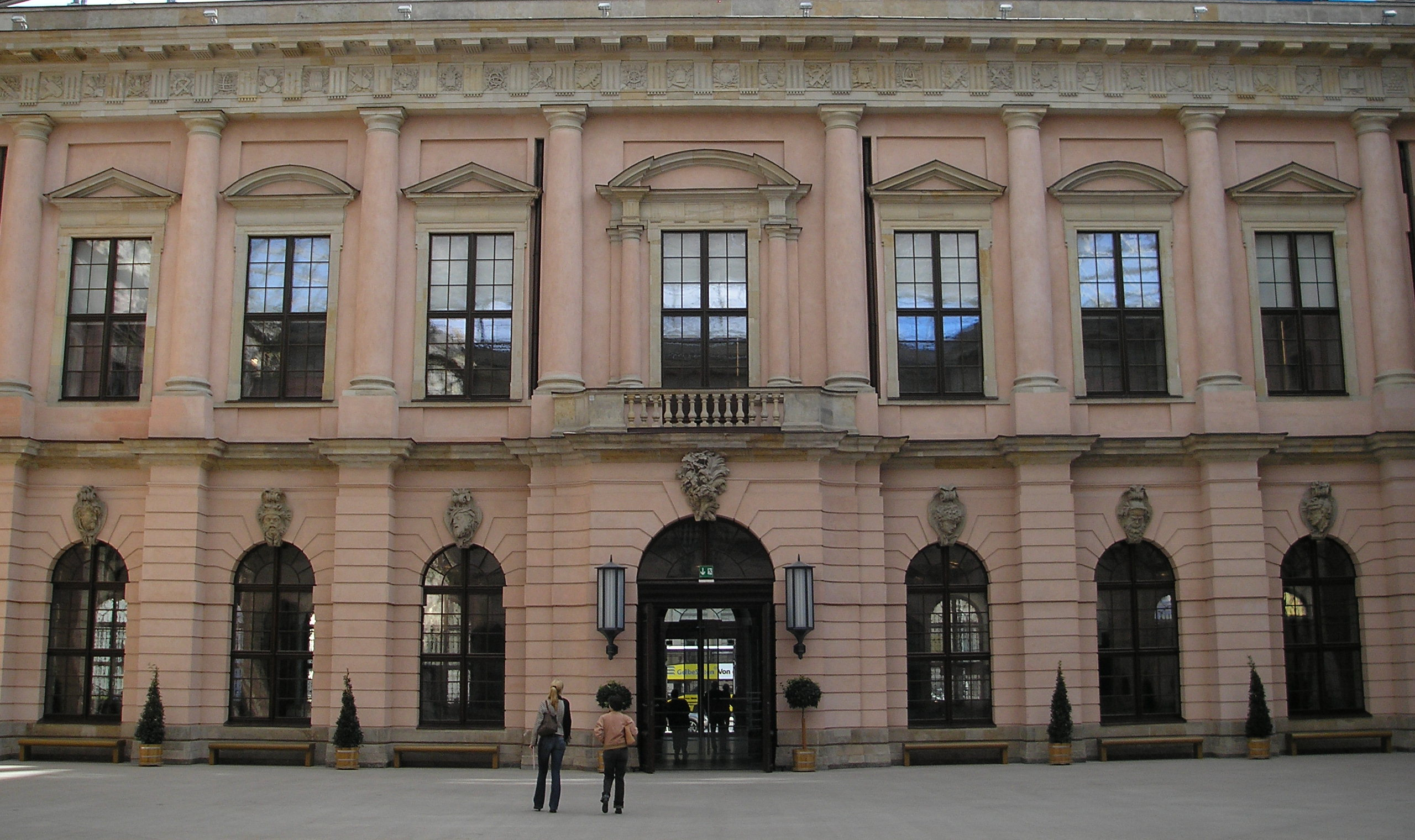
Innenhof mit den Skulpturen von Andreas Schlüter

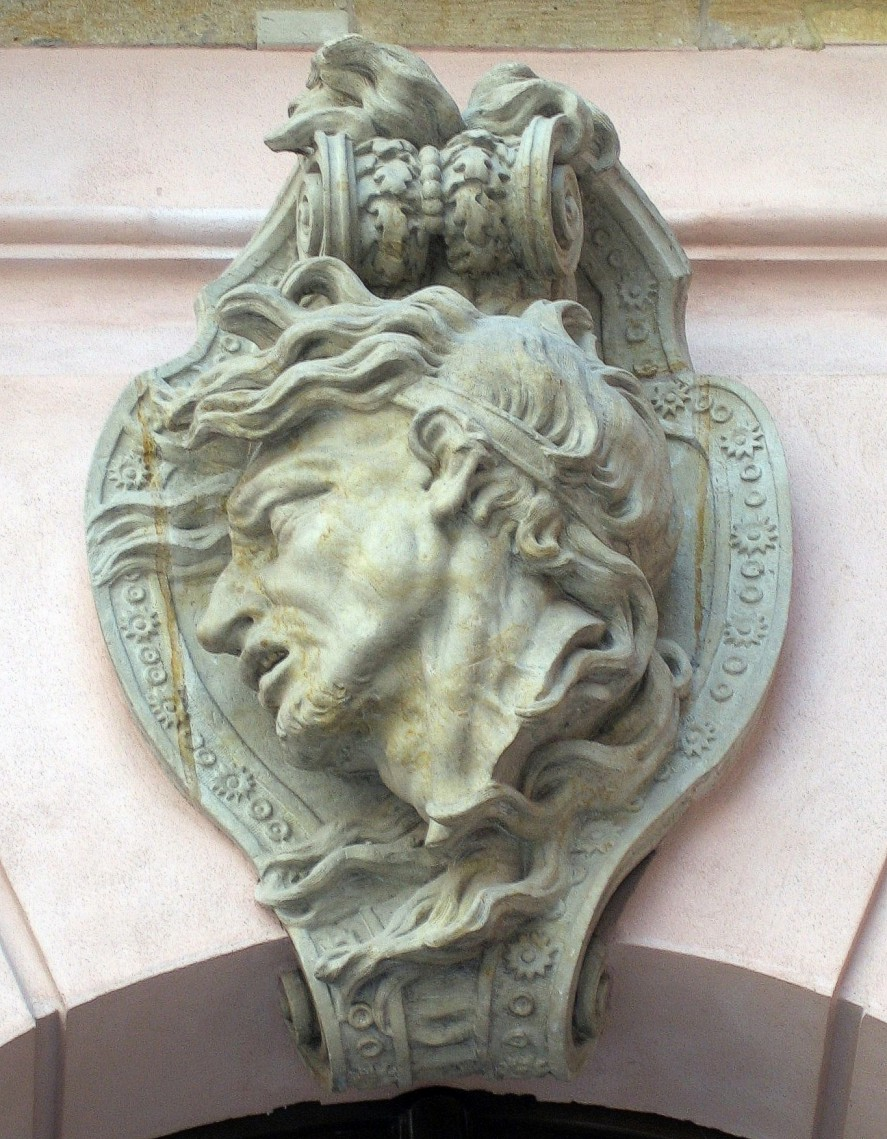
Kopf eines sterbenden Kriegers im Innenhof

### Programm
Mit der Zweckbestimmung des Zeughauses war auch der Themenkatalog für seine bauplastische Ausstattung vorgegeben. Es ging um die Verherrlichung der Kriegskunst und um eine Huldigung an den Kriegsherrn. Von 1696 bis 1699 wurde das Programm der Skulpturen maßgeblich von Andreas Schlüter gestaltet, danach bestimmte Jean de Bodt als leitender Architekt Themenwahl und Formgebung für die Balustradenplastik und die drei Giebelreliefs. Ausgeführt wurden die Arbeiten durch Hulot. Als künstlerisch wichtigste Beiträge gelten die Skulpturen Schlüters. Auf einer Italienreise 1696 hatte er Arbeiten von Michelangelo und Bernini kennengelernt und war von ihnen beeinflusst worden. Ihm und seiner Werkstatt werden alle 76 Schlusssteine an den Außenfassaden des Erdgeschosses zugeschrieben. Unter den Federbüschen barocker Prunkhelme, die als Siegestrophäen zu verstehen sind, sieht man Löwen, Adler, verschiedene Fabelwesen, Lorbeerzweige, Sklavenfiguren und andere Motive in phantasievoller Gestaltung.

### Außenfassade
Die Ost-, Süd- und Westfassade des Zeughauses werden durch Mittelrisalite mit einem bekrönenden Giebeldreieck hervorgehoben. Die Dachbalustraden tragen 44 einfache, aus Rumpf und Helm bestehende Einzeltrophäen und 12 große, pyramidal komponierte Trophäengruppen. Je zwei Trophäengruppen sind hinter den Giebeldreiecken postiert (Giebeltrophäen) und je eine rechts und links über den Seitenportalen (Seitentrophäen). Unter der Dachtraufe verläuft über alle Fassaden hinweg ein durchgängiger Triglyphen- und Metopenfries, dessen Metopen mit Waffenreliefs besetzt sind. Die Fenster unter den Giebel- und Seitentrophäen tragen im ersten Stock Giebelverdachungen, die von einer Maske mit zwei flankierenden Trophäen bekrönt werden.
Das Giebelrelief der Ostfassade zeigt in der Mitte eine Wappenkartusche mit dem preußischen Adler, an die sich mit dem Rücken zwei fast nackte Herkulesfiguren lehnen, von denen eine die preußische Königskrone über die Kartusche erhebt. Die Zwickel des Dreiecks sind mit Kriegsgerät ausgefüllt. Auf der Dachbalustrade sind hinter dem Giebeldreieck zwei Trophäen postiert. Sie zeigen zwei Famen, die mit ihren Bronzeposaunen den errungenen Sieg oder den drohenden Krieg verkünden. Auf der linken Seite bläst die Fama in ihre Posaune und hält einen Palmenzweig als Friedenssymbol in der Hand. Vor fächerartig arrangierten und in Fahnen gewickelten Hieb- und Stichwaffen sitzt sie auf einer fahrbaren Lafette mit einer Kanone und einem Rammbock. Neben der Lafette steht der Torso einer Panzertrophäe mit einem Bärenkopf. Die rechte Giebeltrophäe ist ähnlich gestaltet, ihre Fama verfügt jedoch über zwei Posaunen.
Das Giebelrelief der Südfassade zeigt Athene als Göttin des Kampfes mit Helm und Medusenmedaillon. Sie ist mit einem flatternden Gewand bekleidet, und über ihrer Schulter hängt das Goldene Vlies. Auf ihr Geheiß schmiedet Hephaistos, der halbnackte Gott der Schmiedekunst, zusammen mit seinen Gesellen und einigen Putten einen Vorrat an Waffen. Rechts steht ein Soldat in Rüstung, und daneben sind zwei Schmiedgesellen und zwei Putten ebenfalls mit dem Schmieden von Waffen beschäftigt. Auf der Dachbalustrade sind hinter dem Giebeldreieck zwei Trophäen postiert. Vor fächerartig arrangierten und in Fahnen gewickelten Hieb- und Stichwaffen erheben sich die aus Panzer und Helm gebildeten Trophäen über einer Kanone und anderem Kriegsgerät.
Das Giebelrelief der Westfassade zeigt zwei Famen, die mit ihren Posaunen den errungenen Sieg oder den drohenden Krieg verkünden. Sie stützen als Schildhalter eine Wappenkartusche, über die sie die Königskrone erheben. Die Kartusche enthält als Herzschild den preußischen Adler und in den übrigen Feldern die Wappen der zu Preußen gehörigen Gebiete. Die Famen werden von je zwei Putten flankiert. Die Zwickel des Dreiecks sind mit Kriegsgerät ausgefüllt. Auf der Dachbalustrade sind hinter dem Giebeldreieck zwei Trophäen postiert. Sie zeigen je einen mächtigen Adler als Zeichen der königlichen Macht. Diese hocken mit ausgebreiteten Flügeln auf einer fahrbaren Lafette. Auf einer Seite der Lafette liegt ein fast nackter Gefangener, auf der anderen Seite ist Kriegsgerät aufgehäuft.
Vor dem Haupteingang stehen vier überlebensgroße Frauenfiguren, die, jeweils flankiert von einer Putte und spezifischen Gegenständen, allegorisch die Arithmetik (Bücherstapel), Geometrie (Blatt mit geometrischen Zeichnungen), Ingenieurkunst (Zange) und das Feuerwerk (Rakete und Feuerrad) darstellen. Diese Fertigkeiten galten als Grundlage für die Artillerie, was auf die Kanonen hinweist, die im Erdgeschoss ausgestellt waren. Alle Plastiken sind Nachbildungen aus den 60er Jahren.

### Innenhof
Im Innenhof befinden sich die bedeutendsten Arbeiten Andreas Schlüters für das Zeughaus. Die 22 „Köpfe sterbender Krieger“ gehören zu den wenigen Skulpturen an dem Gebäude, die über dreihundert Jahre hinweg fast unbeschädigt geblieben sind. Sie bilden die Schlusssteine der Rundbogenfenster im Erdgeschoss. Erste skizzenhaft-plastische Entwürfe entstanden um 1696. Die fertigen Hochreliefs zeigen in beinahe erschreckender Deutlichkeit den Todeskampf der Krieger. Dieser dramatische Realismus verbietet es eigentlich, die Köpfe als „Masken“ zu bezeichnen, wie es in der Kunstgeschichte gelegentlich geschieht. Vielmehr ist es gut denkbar, sie nach dem ursprünglichen Konzept Schlüters ebenfalls als Trophäen zu betrachten, als eine Galerie starker, aber besiegter Feinde, in deren Mitte ein Standbild Friedrichs III. als siegreicher Feldherr stehen würde. Weil das Standbild im Innenhof nie aufgestellt wurde, konnte der gedachte Bezug nicht deutlich werden. Eine Nachbildung des ursprünglich für den Innenhof vorgesehenen Standbilds befindet sich vor dem Schloss Charlottenburg.

## Nutzungsgeschichte

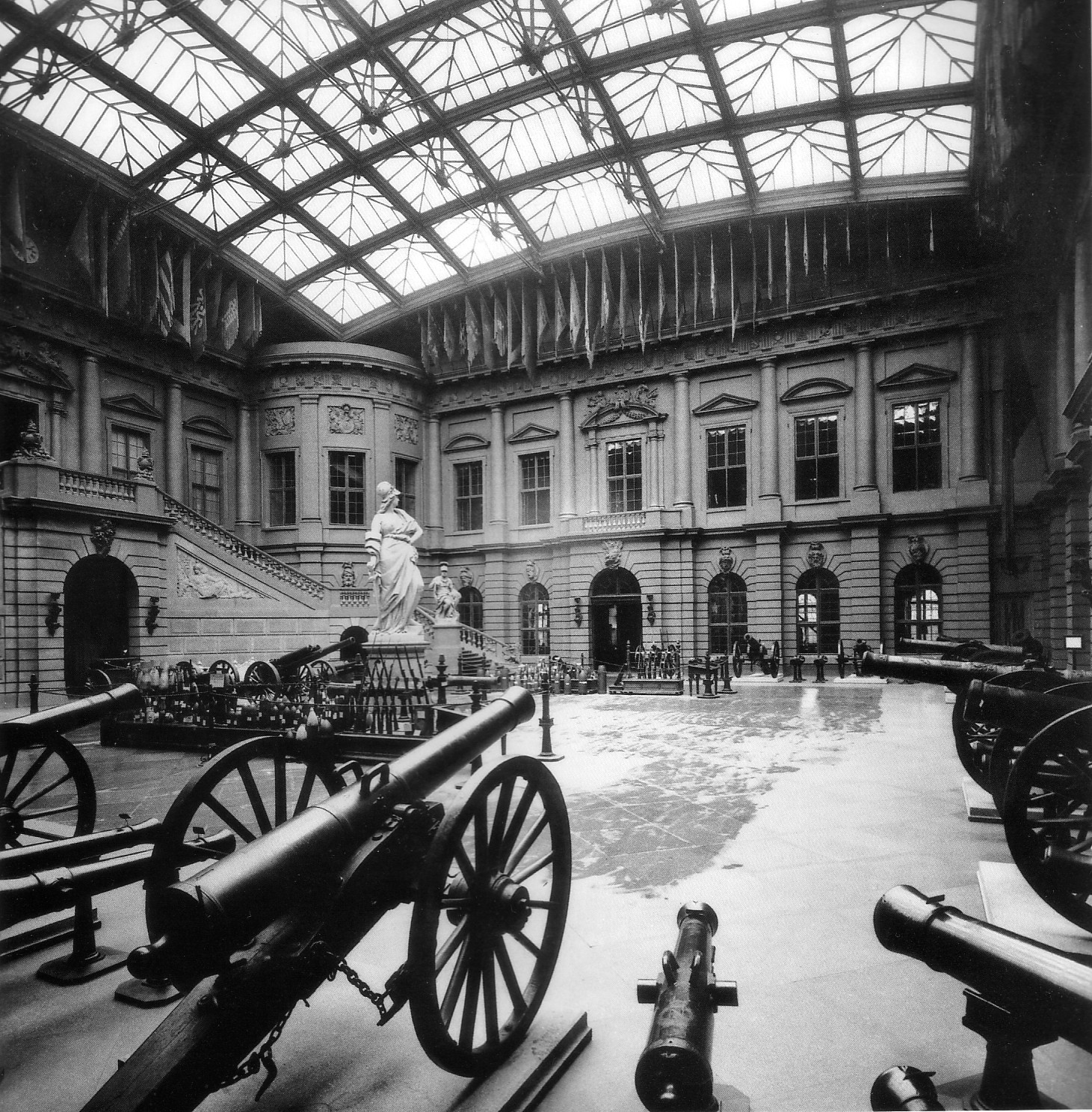
Waffensammlung im Innenhof, 1908

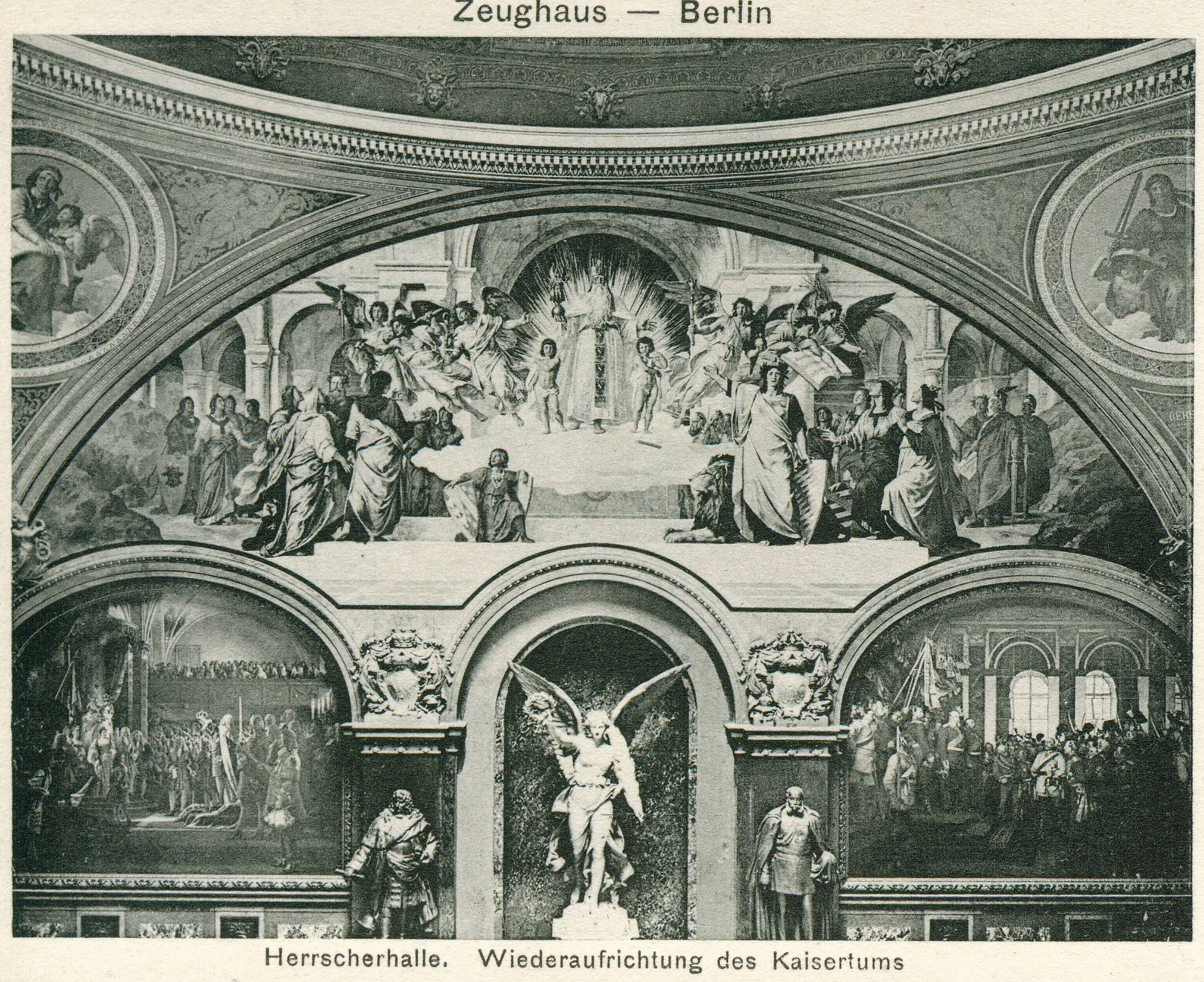
Ruhmeshalle im Obergeschoss, um 1890

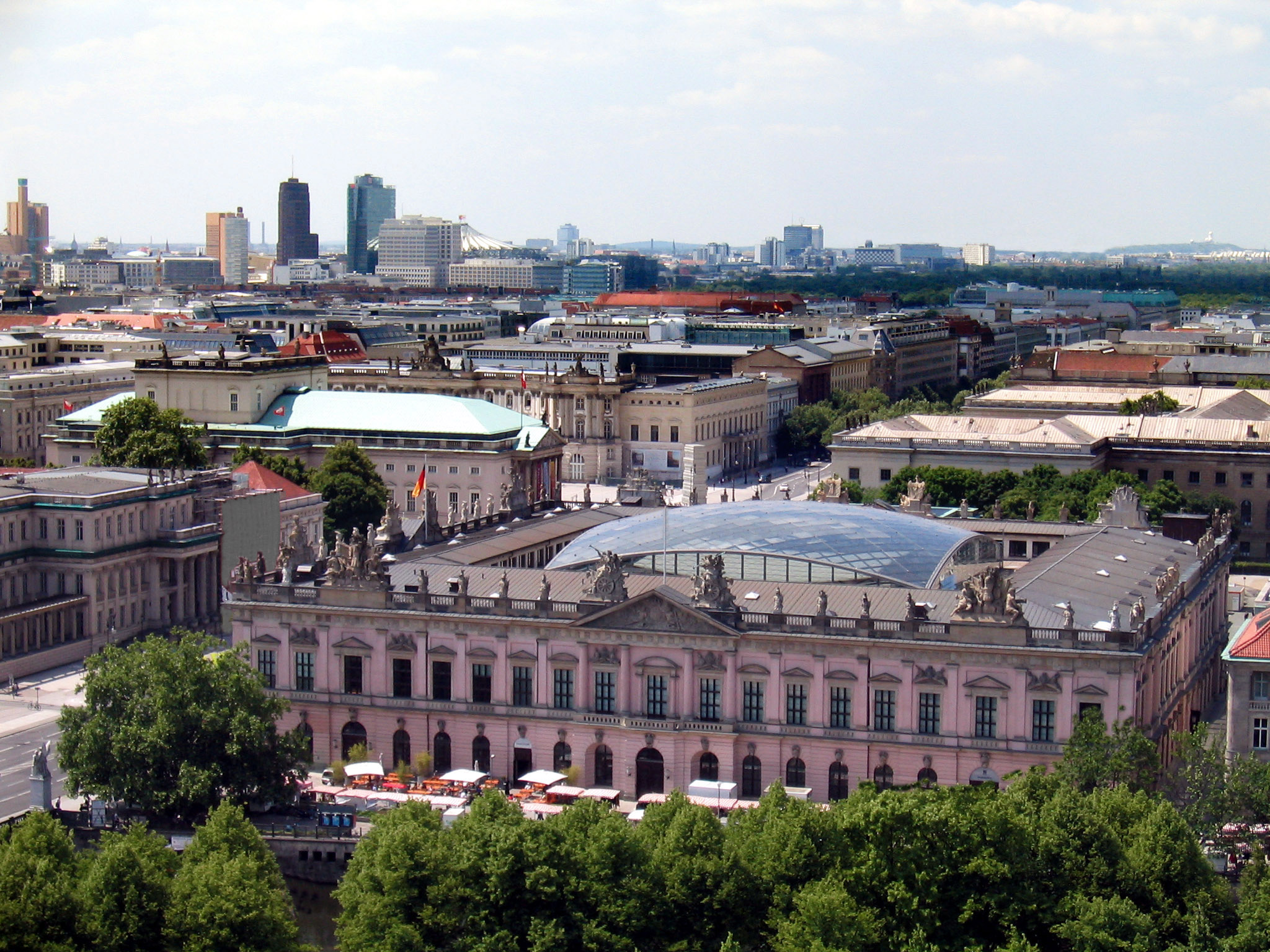
Blick von der Kuppel des Berliner Doms zum Zeughaus

### Arsenal
Nachdem das Zeughaus 1730 fertiggestellt war, nutzte die Preußische Armee das Bauwerk bis 1876 als Arsenal. Im 18. Jahrhundert war es das umfangreichste Waffendepot Preußens. Im Erdgeschoss des Gebäudes wurden vor allem die Artilleriewaffen gelagert, im Obergeschoss wurden Infanteriewaffen und Zubehör aufbewahrt. Im Jahr 1732 wurden insgesamt 723 Geschütze (davon 604 preußische und 119 französische, bayerische, polnische und schwedische aus Feldzügen erbeutete Geschütze) im Zeughaus gelagert. Diese waren je nach Einrichtung, Kaliber und Herkunft in Gruppen angeordnet. Im Obergeschoss befanden sich im Jahre 1732 insgesamt 78.060 Waffen (Degen, Musketen etc.) der Infanterie und Kavallerie. Diese großen Mengen an Waffen zeugten auch von der allgemeinen Aufrüstung in der Herrschaftszeit von König Friedrich Wilhelm I. Neben der Funktion als Waffenlager diente das Zeughaus auch als Aufbewahrungslager für Kriegsbeute und Trophäen.

### Militärmuseum
Im Jahre 1828 wurde eine Königliche Waffen- und Modellsammlung eingerichtet, die ab 1831 der Bevölkerung zur Besichtigung offenstand. 1844 beherbergte das Zeughaus die Allgemeine Deutsche Gewerbe-Ausstellung mit 3.040 Ausstellern und 260.000 Besuchern. Am 14. Juni 1848 stürmten Anhänger der Revolution das Zeughaus und plünderten darin aufbewahrte Waffen.
Kaiser Wilhelm I. ließ das Zeughaus zwischen 1877 und 1880 zur „Ruhmeshalle der brandenburgisch-preußischen Armee“ umbauen; Friedrich Hitzig leitete die Arbeiten. So entstand ein Museum der preußischen Geschichte mit einer bedeutenden militärhistorischen Sammlung. Von 1868 bis 1878 stand der Idstedt-Löwe im Innenhof.
Nach dem Ersten Weltkrieg wurde das Zeughaus, bis dahin eine Einrichtung des Kriegsministeriums, den Preußischen Kunstsammlungen angegliedert. Die im Zeughaus ausgestellten Orden Napoleons, die preußische Soldaten in der Schlacht bei Waterloo erbeutet hatten, und Trophäen aus dem Deutsch-Französischen Krieg von 1870/71 sollten nach einer Bestimmung des Versailler Vertrages an Frankreich zurückgegeben werden. In den Tagen der Unterzeichnung des Vertrags entwendeten Offiziere und Soldaten des Gardekavallerie-Schützenkorps die Objekte und verbrannten sie vor dem nahegelegenen Reiterstandbild Friedrichs des Großen.
Im Gebäude wurde auch eine Gedenkstätte für gefallene deutsche Soldaten eingerichtet, die ausländischen Gästen gern gezeigt wurde. Beim Besuch König Amanullah Khans von Afghanistan 1928 organisierte Reichspräsident Hindenburg einen großen militärischen Empfang, bei dem der König einen Kranz niederlegte. Im folgenden Jahr ehrte auch König Fuad von Ägypten die Gefallenen mit einem Kranz. Ansonsten spielte das Zeughaus in der Weimarer Republik im öffentlichen Bewusstsein eine eher geringe Rolle. Die Sammlung wurde nach wissenschaftlichen Gesichtspunkten neu geordnet, um nicht länger als militaristische Erbauungsanstalt zu gelten.
Während der NS-Zeit wurden unter dem 1934 als Direktor eingesetzten Konteradmiral a. D. Hermann Lorey im Zeughaus Propandaveranstaltungen organisiert, Sonderausstellungen über die Rolle Deutschlands im Ersten Weltkrieg gezeigt. Vor allem war das Zeughaus in dieser Zeit ein Instrument der Kriegspropaganda; es blieb bis September 1944 geöffnet. Im Lichthof hielt Hitler seine jährliche Rede zum Heldengedenktag im März. Am 21. März 1943 wollte sich der Widerstandskämpfer Rudolf-Christoph Freiherr von Gersdorff zusammen mit Hitler bei einem Rundgang durch eine Ausstellung in die Luft sprengen. Der Attentatsversuch scheiterte jedoch, da Hitler das Zeughaus bereits nach wenigen Minuten wieder verließ.

### Geschichtsmuseum
Im Jahr 1950 beschlossen die Regierung der DDR und der Ost-Berliner Magistrat, im Zeughaus das Museum für Deutsche Geschichte (MfDG) unterzubringen. Es war vom Zentralkomitee der SED gegründet worden und sollte als zentrales Geschichtsmuseum der DDR das marxistisch-leninistische Geschichtsbild vermitteln. Diesen Auftrag erfüllte es durch intensive Sammlungs- und Ausstellungstätigkeit.
Im September 1990 löste die Regierung der DDR unmittelbar vor der Wiedervereinigung das Museum für Deutsche Geschichte auf. Danach ging das repräsentative Gebäude an das 1987 von der Bundesregierung und der Stadt Berlin (West) gegründete Deutsche Historische Museum (DHM) über, das die umfangreichen Bestände des MfDG übernahm, seine meisten Mitarbeiter hingegen nicht. Nach mehrjährigen Sanierungsarbeiten wird das Zeughaus seit 2003 vom Deutschen Historischen Museum genutzt. Die Eröffnung der neuen Dauerausstellung erfolgte am 2. Juni 2006.

## Kommandanten der Zeughaus-Verwaltung (Auswahl)
- Oberstleutnant/Oberst/Generalmajor/Generalleutnant Julius von Ising: von 1879 bis 1897

- Generalleutnant Ernst von Usedom: von 1897 bis 1911
  - Major Gustav von Neumann-Cosel: ab Mitte Oktober 1910 in Vertretung
- Oberstleutnant/Oberst Gustav von Neumann-Cosel: ab 1911, zugleich Flügeladjutant von Kaiser Wilhelm II.
- Generalleutnant Stenger: bis 1920, dann weggefallen

## Direktoren
- Major a. D. und Geheimer Regierungsrat Edgar von Ubisch: von 1895 bis 1911
- Moritz Julius Binder: von 1912 bis 1933
- Konteradmiral a. D. Hermann Lorey: von August 1934 bis Mai 1945

## Rezeption
„Von eigentlich classischen Gebäuden, die in ihrer ganzen Idee etwas wirklich Eigenthümliches und vorzüglich Großartiges haben, besitzt Berlin nur zwei: das Königliche Schloß und das Zeughaus. Den Kunstwerth beider verdanken wir Schlüter; sie stehen zugleich als Monumente der Kunst da und werden immer wichtiger, je weniger die Zeit im Stande sein wird, sich auf so große und vollkommene neue Werke einzulassen, und zugleich wird von dieser Seite die Pflicht um so dringender, die geerbten Schätze in ihrer ganzen Herrlichkeit zu erhalten, selbst in den ungünstigsten Zeiten sind die hierauf zu verwendenden Mittel nie als eine überflüssige Verschwendung anzusehen, weil der zwar nur indirecte Nutzen, welcher daraus erwächst, zu allgemein und groß ist.“

„Dieser bombastische Trompetenstoß... das ist die Fassade des Zeughauses in Berlin. Innen sieht es noch viel übler aus als außen.“

## Film
- Bauen auf Vergangenheit – I. M. Pei und das königliche Zeughaus. Filmdokumentation zum Anbau von Ieoh Ming Pei, Buch und Regie: Jeremy JP Fekete, Produktion rbb/arte, 2005.[16]